# PhpPgAdmin
phpPgAdmin – aplikacja do zarządzania bazą danych PostgreSQL. Aplikacja napisana jest w języku PHP. Umożliwia wizualną i uproszczoną w stosunku do konsolowej pracę z bazą danych PostgreSQL.

## Inne narzędzia do współpracy z PostgreSQL
- DBeaver(inne języki)
- pgAdmin
- psql